# Mid and East Antrim
Mid and East Antrim (irisch Ceantar Aontroma Láir agus Thoir) ist ein District in Nordirland. Er wurde am 1. April 2015 aus den Boroughs Ballymena, Larne und Carrickfergus gebildet. Verwaltet wird er durch das Mid and East Antrim District Council.

## Lage
Der neue District liegt ganz innerhalb des County Antrim. Er erstreckt sich vom Bann im Westen bis zur Küste von Antrim. Er enthält auch den südlichen Teil der Antrim Coast and Glens Area of Outstanding Natural Beauty und die größeren Städte Ballymena und Carrickfergus sowie den wichtigen Hafen Larne. Es gibt dort 97.192 Stimmberechtigte von einer Gesamtbevölkerung von 135.339. Der Name wurde am 17. September 2008 festgelegt.

## Verwaltung
Das Mid and East Antrim District Council ersetzte das Ballymena Borough Council, das Carrickfergus Borough Council und das Larne Borough Council. Die ersten Wahlen für das District Council sollten eigentlich im Mai 2009 stattfinden, aber am 25. April 2008 verkündete Shaun Woodward, Minister für Nordirland, dass die Wahlen auf 2011 verschoben seien. Die ersten Wahlen fanden dann tatsächlich am 22. Mai 2014 statt.